# USA:s invasion av Kanada
Invasionen av Quebec 1775 var det första större militära initiativet av den nybildade Kontinentalarmén under Amerikanska frihetskriget.  Fälttågets mål var att få militär kontroll över den brittiska provinsen Quebec (dagens Kanada), och övertala fransk-kanadensarna att gå med i revolutionen på de tretton koloniernas sida.  En expedition lämnade Fort Ticonderoga under Richard Montgomerys överhöghet, belägrade och tillfångatog Fort Saint-Jean, och var väldigt nära på att tillfångata den brittiske generalen Guy Carleton, vid erövringen av Montreal. Den andra expeditionen lämnade Cambridge, Massachusetts under Benedict Arnolds överhöghet, och led av stora svårigheter genom vildmarkerna mellan Maine och staden Québec. De två styrkorna gick ihop där, men besegrades vid Québec i december 1775.
Montgomerys expedition utgick från Fort Ticonderoga i slutet av augusti, där man började med att belägra Fort Saint-Jean, den främsta försvarspunkten söder om Montreal, i mitten av september. Efter att fästningen erövrats i november övergav Carleton Montreal, och flydde till staden Québec, samtidigt som Montgomery tog kontroll över staden (Montreal), innan han begav sig till Quebec med en armé som storleksmässigt var mycket mindre, med utgångna förnödenheter. Tillsammans med Arnold, som hade lämnat Cambridge i början av september, gick de på en besvärlig vandringstur genom vildmarken, där de överlevande trupperna svalt, och där det rådde en brist på förnödenheter och utrustningar. 
Dessa styrkor slöt sig samman innan de anlände till staden Québec i december, där de anföll staden i en snöstorm under årets sista dag. Slaget var ett katastrofalt nederlag för amerikanerna; Montgomery dödades och Arnold skadades, medan stadens försvarare led av få förluster. Arnold genomförde därefter en ineffektiv belägring av staden, där lojalistsentimentaliteten stärktes av framgångsrika propagandakampanjer, och general David Woosters meningslösa administrering av Montreal fortsatte att irritera såväl anhängare som fiender till amerikanerna.
Britterna skickade ett tusentals trupper, inklusive general John Burgoyne med sina hessiska allierade, för att stärka dess närvaro i provinsen i maj 1776. General Carleton inledde därefter en motoffensiv, och drev i sista stund tillbaka de smittkoppsdrabbade och oorganiserade amerikanska styrkorna till Fort Ticonderoga. Amerikanerna, under Arnolds kommando, lyckades hindra den brittiska framryckningen så pass att en attack inte kunde utföras på Fort Ticonderoga 1776. Fälttågets slut markerade början på Burgoynes fälttåg till Saratoga, där målet var att få kontroll över dalen kring Hudsonfloden.

### Fotnoter
1. ↑  Davies, Blodwen (1951). Quebec: Portrait of a Province. Greenberg. sid. 32. https://books.google.co.uk/books?id=R_MUAAAAYAAJ&q=Carleton's men had won a quick and decisive victory